# Bert e Ernie
Ênio e Beto (português brasileiro) ou Egas e Becas (português europeu) (em inglês:  Bert e Ernie) são dois muppets que aparecem juntos em vários esquetes no programa infantil de televisão da PBS/HBO, Sesame Street. Originado por Frank Oz e Jim Henson, os personagens são atualmente interpretados pelos marionetistas Eric Jacobson e Peter Linz, sendo que Oz interpretou Bert até 2006.

## História
Bert e Ernie foram construídos por Don Sahlin a partir de um projeto simples rabiscado por Jim Henson, criador de The Muppets. Inicialmente, Henson interpretou Bert e Oz interpretou Ernie, mas depois de apenas um dia de ensaio, eles trocaram de personagem. A ideia original era mostrar que, embora duas pessoas possam ter características totalmente diferentes, elas ainda podem ser boas amigas.
Segundo o escritor Jon Stone, a relação entre Bert e Ernie refletia a amizade da vida real entre Oz e Henson. Embora se acredite que seus nomes tenham sido extraídos de dois personagens menores do filme de Frank Capra It's A Wonderful Life, fontes da equipe de produção de Sesame Street sugerem que os nomes idênticos eram coincidência.
De acordo com a biografia da A&E, Bert e Ernie foram praticamente os únicos muppets a aparecer no episódio piloto da Sesame Street, que foi testado para várias famílias em julho de 1969. Sua breve aparição foi a única parte do piloto que funcionou bem, então foi decidido que não apenas os personagens muppets seriam as "estrelas" do programa, mas também interagiriam com os personagens humanos, algo que não foi feito no piloto.
Uma estrutura recorrente de roteiro de Bert e Ernie envolve Ernie tendo uma ideia maluca e Bert tentando convencê-lo a desistir, geralmente deixando-o frustrado e Ernie perplexo. Por exemplo, se Ernie quisesse fazer algo barulhento se Bert estivesse fazendo algo quieto, como ler um livro ou jornal, Bert o ensinaria a ficar quieto; no entanto, Ernie ainda fazia algum barulho, o que faria com que Bert perdesse a paciência ou saísse da sala.
O ator do Taylor Morgan, Sesame Street Live, disse em uma entrevista que "Eu meio que tento pensar como uma criança de seis ou sete anos, porque é a idade de Bert".